# ソチ駅
ソチ駅 (ソチえき、ロシア語:Сочи) は、ロシアクラスノダール地方ソチの中心街にあるロシア鉄道北カフカース鉄道支社の駅である。

## 概要
単式・島式4面9線のホームを有する地上駅である。駅は1918年に開業した。現在の駅舎はアレクセイ・ドゥーシュキン設計の3階建ての建物で、1952年に完成した。高さ55メートルの時計塔が併設されている。路線は1956年に電化された。
2014年開催のソチオリンピックでは、オリンピック会場やソチ空港などとを結ぶ鉄道新線が建設された。ソチ駅とオリンピックパーク駅を約45分で結ぶ路線は1時間あたり5本で運行された。また、金属探知機や手荷物検査機を伴うテント張りの検査場が駅前に設営された。

## 隣の駅
ロシア鉄道北カフカ―ス鉄道支社
トゥアプセ - ヴェショロエ線
ママイカ駅 - ソチ駅 - マツェスタ駅

## 画像

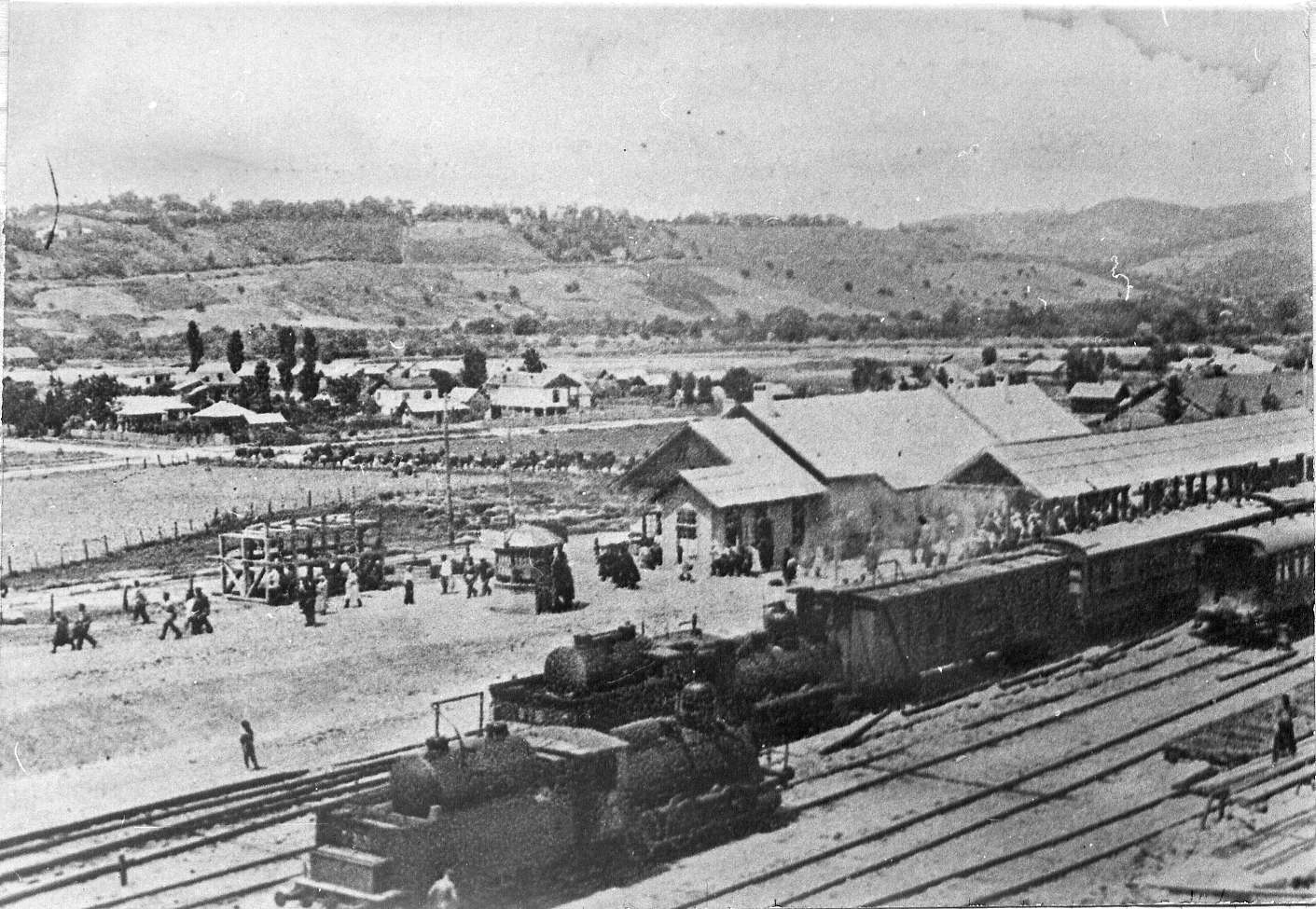
1920年代のソチ駅
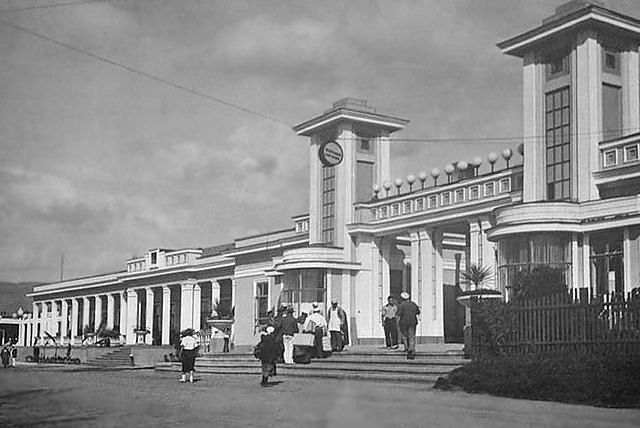
1939年のソチ駅
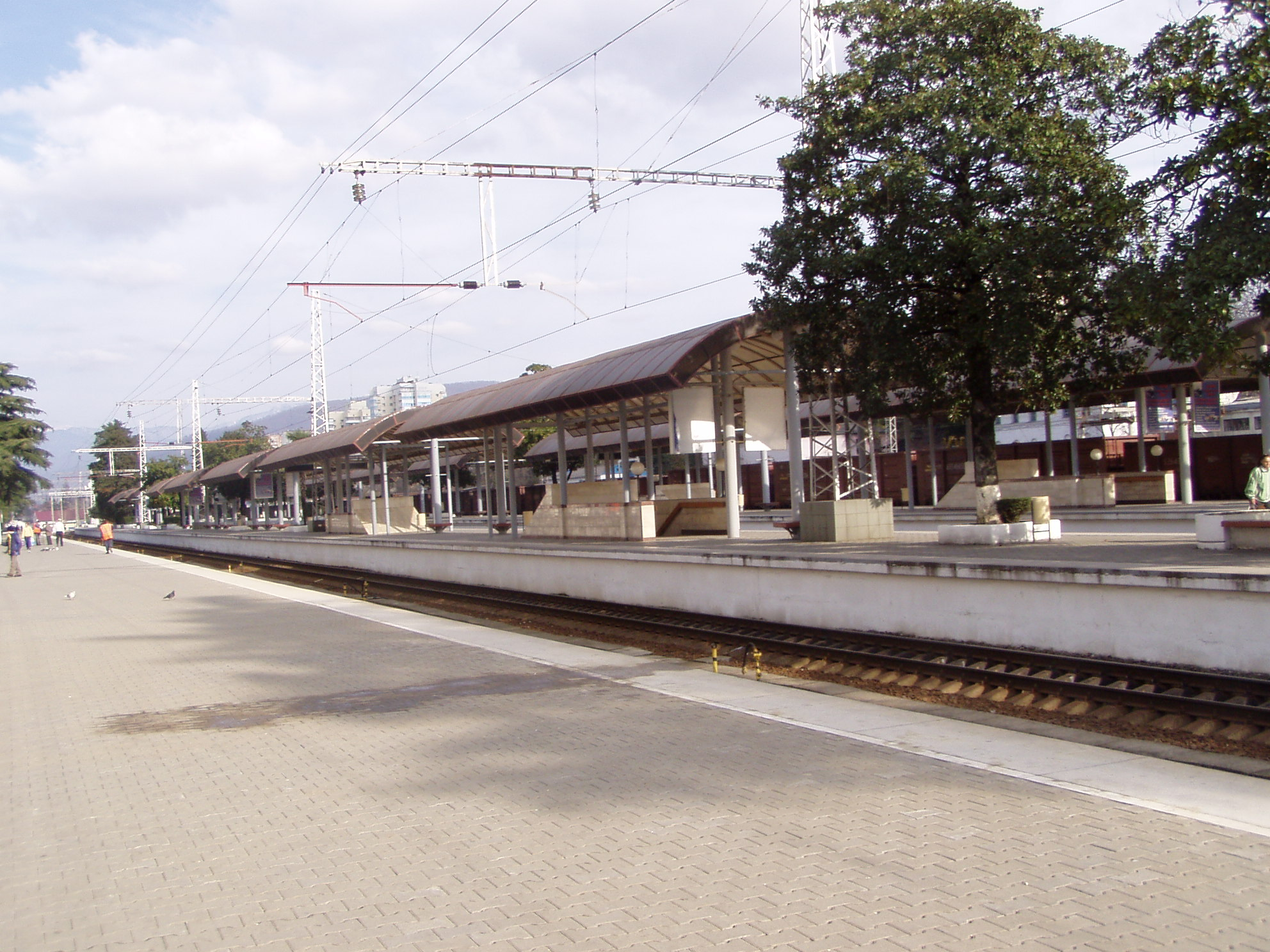
プラットフォーム